# Yaourt
Yaourt是一个命令行界面程序，具有许多功能的Pacman前端，但功能又不仅限于此。人们常将它当作AUR助手来使用，通过它来使用AUR，帮助在Arch Linux上安装软件。